# Michael Rosenberg
Michael Rosenberg (født 6. juni 1957 i København) er en tidligere dansk barneskuespiller. Han er kendt for sin rolle som Michael Berg i Min søsters børn-serien. Michael Rosenbergs fars fætter er William Rosenberg.